# Рахат Фатех Алі Хан
Рахат Фатех Алі Хан (урду راحت فتح علی خان, англ. Rahat Fateh Ali Khan; нар. 9 грудня 1973 року) — пакистанський співак, переважно співає в жанрі каваллі. Племінник Нусрат Фатеха Алі Хана. Крім каваллі також виконує газелі та іншу легку музику. Популярний закадровий виконавець Боллівуду та Лолівуду.

## Біографія
Рахат народився в сім'ї виконавців каваллі та класичної музики у Фейсалабаді, Пенджаб, Пакистан. Його батьком був відомий фісгармоніст Фаррух Фатех Алі Хан, а дідом — легендарний виконавець каваллі Фатех Алі Хан. Він навчався співу у свого дядька — співака Нусрата Фатеха Алі Хана.
Рахат почав співати з п'яти років, а у сім вперше сольно виступив на публіці на концерті з нагоди річниці смерті його діда. З п'ятнадцяти років він був невід'ємною частиною ансамблю каваллі свого дядька, відомого у всьому світі. Разом з ним він вирушив на гастролі до Великобританії в 1985 році, де на додачу до співу з ансамблем виконав сольні партії. У 1990-х роках він написав пісні для пакистанських фільмів і дебютував у Боллівуді як співак у 2004 році, виконавши хіт «Mann the Ki Lagan». Його останні роботи включають пакистанські націоналістичні пісні, такі як «Dharti Dharti» та «Hum Pakistan», і пісні з фільмів Боллівуду. Він багато гастролює і виступає в Пакистані, Індії, Великій Британії та по всьому світу.
Разом зі своїм дядьком, а також працюючи у співпраці з Едді Веддером з американської рок-групи Pearl Jam, Рахат зробив внесок у саундтрек голлівудського фільму 1995 року «Мрець іде». У 2002 році він працював над саундтреком для фільму «Чотири пера» у співпраці з американським кінокомпозитором Джеймсом Хорнером. У тому ж році Рахат разом з The Derek Trucks Band записав пісню «Maki Madni» для їхнього альбому Joyful Noise. У 2011 році його вокал був використаний у саундтреку до «Апокаліпсису» Мела Гібсона. У квітні 2012 року Рахат гастролював у Великій Британії, виступаючи на аренах Вемблі та Манчестер. У 2014 році Рахат став першим пакистанцем, запрошеним виступати на церемонії вручення Нобелівської премії миру, де він виконав пам'ятні каваллі свого дядька «Tumhe Dillagi…» та «Mast Qalandar…», а також заспівав «Aao Parhao — Jo Seekhai sab ko seekhao».
У 2022 році знявся в британському фільмі «До чого тут кохання?».

## Нагороди
- 2011 — Star Screen Award за найкращий чоловічий закадровий вокал — за пісню «Dil Toh Bachcha Hai Ji» з фільму «У кохання немає причин»[9]
- 2011 — Filmfare Award за найкращий чоловічий закадровий вокал — за пісню «Dil Toh Bachcha Hai Ji» з фільму «У кохання немає причин»[10]

## Фільмографія закадрового виконавця

### Болівуд
| Рік  | Українська назва                      | Оригінальна назва           | Пісня                                                      |
| ---- | ------------------------------------- | --------------------------- | ---------------------------------------------------------- |
| 2004 |                                       | Paap                        | «Laal», «Mann Ki Lagan»                                    |
| 2004 |                                       | Ishq Qayamt                 | «Maine Use Dekha Hai», «Kisi Roz Milo Hamein Shaam Dhaley» |
| 2005 | Ніч, що перевернула життя             | Kalyug                      | «Jiya Dhadak Dhadak»                                       |
| 2006 | Омкара                                | Omkara                      | «Naina»                                                    |
| 2007 | Зустріч, що подарувала кохання        | Jhoom Barabar Jhoom         | «Bol Na Halke Halke»                                       |
| 2007 | Коли одного життя мало                | Om Shanti Om                | «Jag Soona Soona Lage»                                     |
| 2007 | Намасті Лондон                        | Namaste London              | «Main Jahaan Rahoon»                                       |
| 2007 | Давайте танцювати!                    | Aaja Nachle                 | «O Re Piya»                                                |
| 2008 | Король Сінгх                          | Singh Is Kinng              | «Teri Ore»                                                 |
| 2008 | Справи серцеві                        | Haal–e–dil                  | «Haal-e-dil»                                               |
| 2008 | Підступна угода                       | Woodstock Villa             | «Koi Chala Ja Raha Hai»                                    |
| 2008 | Серцеві ігри                          | Dil Kabaddi                 | «Zindagi Ye»                                               |
| 2009 | Дістати до небес                      | Aasma: The Sky Is the Limit | «Man Bawra»                                                |
| 2009 | Містер і місіс Кханна                 | Main Aurr Mrs Khanna        | «Rabba»                                                    |
| 2009 | Біллу                                 | Billu Barber                | «Jahoon Kahan»                                             |
| 2009 | Кохання вчора і сьогодні              | Love Aaj Kal                | «Ajj Din Chadheya»                                         |
| 2009 | Око за око                            | Dekh Bhai Dekh              | «Aankhon Mein Kyon», «Sapne Bhaye Hain»                    |
| 2009 |                                       | Jag Jeondeyan De Mele       | «Jag Jeondeyan De Mele»                                    |
| 2009 | Лондонські мрії                       | London Dreams               | «Khwab Jo»                                                 |
| 2009 | Великий переполох                     | De Dana Dan                 | «Rishte Nate»                                              |
| 2010 | Вір — герой народу                    | Veer                        | «Surili Akhiyon Wale»                                      |
| 2010 | Мене звуть Хан                        | My Name Is Khan             | «Sajda»                                                    |
| 2010 | У кохання немає причин                | Ishqiya                     | «Dil To Bachcha Hai Ji»                                    |
| 2010 | Ось і домовилися!                     | Toh Baat Pakki!             | «Phir Se»                                                  |
| 2010 | Лахор                                 | Lahore                      | «Ore Bande»                                                |
| 2010 | Компанія негідників                   | Badmaash Company            | «Fakeera»                                                  |
| 2010 |                                       | Virsa                       | «Mein Tenu Samjhawan»                                      |
| 2010 | Я ненавиджу історії кохання           | I Hate Luv Storys           | «Bahara»                                                   |
| 2010 | Від долі не втечеш                    | Milenge Milenge             | «Ishq Ki Gali»                                             |
| 2010 | Одного разу у Мумбаї                  | Once Upon a Time in Mumbaai | «Tum Jo Aaye»                                              |
| 2010 | Я люблю тебе, матусю!                 | We Are Family               | «Ankhon Mein Neendein»                                     |
| 2010 | Безстрашний                           | Dabangg                     | «Tere Mast Mast Do Nain»                                   |
| 2010 | Незнайомець та незнайомка             | Anjaana Anjaani             | «Aas Pass Khuda»                                           |
| 2010 | Лютість                               | Aakrosh                     | «Man Ke Matt»                                              |
| 2010 | Телефонна будка                       | Knock Out                   |                                                            |
| 2011 | Божевільна сімейка                    | Yamla Pagla Deewana         | «Chadha De Rang»                                           |
| 2011 | Хочу літати!                          | Satrangee Parachute         | «Teri Lori Yaad hai»                                       |
| 2011 | Завжди готовий!                       | Ready                       | «Meri Ada Bhi»                                             |
| 2011 |                                       | Khap                        | «Aaina Dekha»                                              |
| 2011 | Охоронець для дочки                   | Bodyguard                   | «Teri Meri»                                                |
| 2011 | Наречена мого брата                   | Mere Brother Ki Dulhan      | «Isq Risk»                                                 |
| 2011 | Пори року                             | Mausam                      | «Rabba Main Toh Mar Gaya Oye»                              |
| 2011 | Азаан                                 | Aazaan                      | «Afreen»                                                   |
| 2011 | Зустрілися ми…                        | Miley Naa Miley Hum         | «Nazar Se Nazar Na mile»                                   |
| 2012 | Допоможемо розлучитися                | Jodi Breakers               | «Mujhko Teri Zaroorat Hai»                                 |
| 2012 | Вийдеш за мене заміж?                 | Will You Marry Me           | «Сонія»                                                    |
| 2012 | Некерований                           | Tezz                        | «Tere Bina»                                                |
| 2012 | Діамантові мрії                       | Blood Money                 | «Chaahat»                                                  |
| 2012 | Мірза: Нерозказана історія            | Mirza The Untold Story      | «Akhiyan»                                                  |
| 2012 | Рай 2                                 | Jannat 2                    | «Tera Deedar Hua»                                          |
| 2012 | Небезпечне кохання                    | Dangerous Ishq              | «Tu Hi Rab», «Naina»                                       |
| 2012 | Наші історії кохання                  | Teri Meri Kahaani           | «Allah Jaane»                                              |
| 2012 | Героїня                               | Heroine                     | «Saaiyaan»                                                 |
| 2012 | Кохання у Парижі                      | Ishkq in Paris              | «Saiyaan Na Jaa Rey»                                       |
| 2012 | Син сардару                           | Son of Sardaar              | «Bichdann», «Yeh Jo Halki Halki Khumariya»                 |
| 2012 | Безстрашний 2                         | Dabangg 2                   | «Dagabaaz Re»                                              |
| 2013 | Життя 50/50                           | Zindagi 50-50               | «Rabba»                                                    |
| 2013 |                                       | Rangrezz                    | «Dil Ko Aya Sukoon»                                        |
| 2013 | Король драми                          | Nautanki Saala              | «Sapna Mera Toota»                                         |
| 2013 | Коммандо                              | Commando                    | «Sawan Bairi»                                              |
| 2013 |                                       | Maazii                      | «Maula»                                                    |
| 2013 | Герой із плакату                      | Phata Poster Nikla Hero     | «Mere Bina Tu»                                             |
| 2014 | Сім етапів кохання                    | Dedh Ishqiya                | «Dil ka Mizaj Ishqiya», «Zabaan jale hai»                  |
| 2014 |                                       | Jatt James Bond             |                                                            |
| 2014 |                                       | Khwaabb                     | «Shamein»                                                  |
| 2014 |                                       | Life Is Beautiful           | «Sajna Ve»                                                 |
| 2014 |                                       | Desi Kattey                 | «Tak Dhoom»                                                |
| 2014 |                                       | Double Di Trouble           | «Aisi Mulaqaat»                                            |
| 2015 | Паланкін Доллі                        | Dolly Ki Doli               | «Mere Naina Kafir Hogaye»                                  |
| 2015 | Баркха                                | Barkhaa                     | «Tu Itni Khoobsurat Hai»                                   |
| 2015 |                                       | I Love Desi                 | «Dheere Dheere Kam Hogi Udaasi»                            |
| 2015 | Брат Баджранги                        | Bajrangi Bhaijaan           | «Zindagi»                                                  |
| 2015 | Видимість                             | Drishyam                    | «Dum Ghutta Hai»                                           |
| 2015 | Наша неповна історія                  | Hamari Adhuri Kahani        | «Zaroori Tha»                                              |
| 2015 |                                       | Hero                        | «Yadaan Teriyaan»                                          |
| 2016 | Роккі Красень                         | Rocky Handsome              | «Aye Khuda»                                                |
| 2016 | Султан                                | Sultan                      | «Jag Ghoomeya», «Raula Paye Gaya»                          |
| 2017 | Бегум Джан                            | Begum Jaan                  | «Aazadiyaan»                                               |
| 2017 | Світло у тунелі                       | Tubelight                   | «Tinka Tinka Dil Mera»                                     |
| 2017 |                                       | Baadshaho                   | «Mere Rashke Qamar»                                        |
| 2017 | Бхумі                                 | Bhoomi                      | «Lag Ja Gale»                                              |
| 2018 | Ласкаво просимо до Нью-Йорка          | Welcome to New York         | «Ishtehaar»                                                |
| 2018 | Рейд                                  | Raid                        | «Sanu Ek Pal Chain», «Nit Khair Manga»                     |
| 2018 | Жовтень                               | Жовтень                     | «Tab Bhi Tu»                                               |
| 2018 | Світла немає, але лічильник крутиться | Batti Gul Meter Chalu       | «Dekhte Dekhte»                                            |
| 2018 |                                       | Namastey England            | «Tu Meri Main Tera»                                        |
| 2018 | Біржа                                 | Baazaar                     | «Adhura Lafz»                                              |
| 2018 | Нуль                                  | Zero                        | «Tanha Hua»                                                |
| 2018 |                                       | Simmba                      | «Tere Bin»                                                 |